# カノープス2

カノープス2

カノープス2（Canopus2）はアルゼンチンの単段式観測ロケット。1969年に3基が打上げられた。

## データ
- 全重量: 280 kg
- ペイロード: 50 kg
- 全長: 4.67 m
- 直径: 0.28 m
- 高度: 150 km
- 初飛行: 1969-04-16
- 最終飛行: 1969-12-23
- 発射回数: 3